# VIPole
VIPole es un servicio de mensajería instantánea de plataforma cruzada con sede en China que emplea cifrado de extremo a extremo para proteger los datos del usuario. La primera versión pública del mensajero VIPole se lanzó en 2013 y carece de usuarios a nivel mundial.
VIPole es una app gratis con funciones adicionales en sus suscripciones profesional y de equipo. Las aplicaciones de VIPole están disponibles en versión escritorio (Windows, Mac OS, Linux) y para dispositivos móviles (Android y iOS). La solución corporativa se puede instalar en el servidor de la empresa y es compatible con Windows Server y Linux Debian. VIPole aplica cifrado AES-256, RSA-3072 y TLS  para proteger los datos transmitidos y los datos almacenados en el servidor y en los dispositivos.
VIPole ofrece mensajería instantánea, chats grupales, llamadas de voz y videollamadas y conferencias. Las funciones adicionales de la aplicación incluyen almacenamiento de archivos en la nube, administrador de contraseñas, organizador y notas. Los mensajes en VIPole se pueden editar, borrar permanentemente y autodestruir.